# Hassis
Hiedy de Assis Corrêa (Curitiba, 27 de julho de 1926 - Florianópolis, 2001), conhecido pelo nome artístico de Hassis, foi um pintor brasileiro.
Integrou o Grupo Sul, formado por artistas e intelectuais de vanguarda reunidos em torno da Revista Sul, fundada em 1948 em Florianópolis. Ao longo da década de 1950, produziu diversas aquarelas que mostravam a sua visão de elementos da paisagem natural e humana de Santa Catarina, como o boi-de-mamão, os engenhos, o vento sul e a Ponte Hercílio Luz, tais obras foram reunidas na sua primeira exposição, em 1957.
Um ano depois, ao lado de Ernesto Meyer Filho e outros, formou o Grupo de Artistas Plásticos de Florianópolis (GAPF). Na década de 1960, dedicou-se à pintura mural, produzindo o Mural humanidade para a Capela Santíssima Trindade, o Contestado – terra contestada, hoje no Museu do Contestado, em Caçador e o mural do Aeroporto Hercílio Luz.
É autor, ainda, de murais expostos nas seguintes instituições: Banco do Brasil S.A., Florianópolis/SC – 1971; Clínica de Olhos São Sebastião, Florianópolis/SC – 1972; Indústria Perdigão S.A., São Paulo/SP – 1977; USATI S.A, Florianópolis/SC – 1978; Capela da Universidade Federal de Santa Catarina, Florianópolis/SC –1979; Banco do Brasil S.A., Agência do Porto – Portugal – 1980; Banco do Brasil S.A., Agência Joinville/SC – 1984; Residência de Max Stolz Neves, Curitiba/PR – 1984; Tribunal Regional Eleitoral de Santa Catarina, Florianópolis/SC – 1986.
Morreu em 2001, mesmo ano em que foi criado em Florianópolis o Museu Hassis, que reúne obras produzidas desde 1944. É patrono da cadeira 28 da Academia Catarinense de Letras e Artes.